# Carl Lundahl (astronom)
Carl Filip Lundahl, född 7 juli 1893 i Norra Vrams socken, död 14 januari 1984 i Lidingö församling var en svensk astronom.
Carl Lundahl var son till folkskolläraren Andreas Lundahl. Efter studentexamen i Helsingborg 1911 studerade han vid Lunds universitet och blev 1915 filosofie magister, 1918 filosofie licentiat och 1919 filosofie doktor efter att ha disputerat med avhandlingen On some properties of the stars of spectral type F. Han var extraordinarie amanuens vid Lunds astronomiska observatorium 1916–1919, hos Riksförsäkringsanstalten 1919–1922, vikarierande lektor vid Falu folkskollärarinneseminarium 1922–1923, extraordinarie lektor vid Lidingö högre allmänna läroverk 1923–1926 och extralärare där 1926–1928. 1928 utnämndes han till lektor i matematik och fysik vid Jönköpings högre allmänna läroverk. Han var därutöver tillförordnat undervisningsråd 1935. Lundahl utgav vetenskapliga arbeten i astronomi, matematik, matematisk statistik och pedagogik samt populärvetenskapliga skrifter, bland de senare märks Den astronomiska världsbilden genom tiderna (1927). Vidare publicerade han Lärobok i astronomi (1931) och Ekvationsteori (1933).